# Савине Село
Савине Село (серб. Савино Село) — село в Сербії, належить до общини Вербас Південно-Бацького округу в багатоетнічному, автономному краю Воєводина.

## Населення
Населення села становить 3375 осіб (2002, перепис), з них:
- чорногорці — 1280 — 38,19%;
- серби — 1211 — 36,13%;
- словаки — 166 — 4,95%;

Решту жителів  — з десяток різних етносів, зокрема: роми, хорвати, мадяри і зо дві сотні русинів-українців.